# Ixodes jacksoni
Ixodes jacksoni är en fästingart som beskrevs av Harry Hoogstraal 1967. Ixodes jacksoni ingår i släktet Ixodes och familjen hårda fästingar. Inga underarter finns listade i Catalogue of Life.